# Chiloscyphus vermicularis
Chiloscyphus vermicularis là một loài rêu tản trong họ Lophocoleaceae. Loài này được (Lehm.) Hässel de Menéndez miêu tả khoa học lần đầu tiên năm 1996.